# Phare de Pokonji Dol
Le phare de Pokonji Dol (en croate : Svjetionik Otočić Pokonji Dol) est un phare actif situé sur l'îlot de Pokonji Dol proche de l'île de Hvar, dans le Comitat de Split-Dalmatie en Croatie. Le phare est exploité par la société d'État Plovput .

## Histoire
Le phare, mis en service en 1872, se situe sur Pokonji Dol, l'une des îles de l'archipel des îles Infernales, au sud-est de l'île de Hvar à l'entrée du port de Hvar.

## Description
Le phare  est une tourelle carrée en pierre grise de 15 m de haut, avec galerie et lanterne centrée sur une maison de gardien de deux étages. Le bâtiment est couleur pierre grise non peinte et la lanterne est blanche. Il émet, à une hauteur focale de 20 m, un éclat blanc toutes les 4 secondes. Sa portée est de 10 milles nautiques (environ 19 km) pour le feu principal et 5 milles nautiques (environ 9 km) pour le feu de veille.
Il possède un Système d'identification automatique pour la navigation maritime .
Identifiant : ARLHS : CRO-119 - Amirauté : E3410 - NGA : 13612 .

## Caractéristiques dufeu maritime
Fréquence : 4s (W)
- Lumière : 0.5 seconde
- Obscurité : 3.5 secondes

|          |
| Le phare |

|                         |
| Les îles croates du sud |

### Lien connexe
- Liste des phares de Croatie